# Биллингс (округ)
Округ Биллингс (англ. Billings County) — округ в западной части штата Северная Дакота в США. Население — 783 человека (перепись 2010 года). Административный центр — Медора.
Округ был назван в честь Фредерика Биллингса (1823—1890), финансиста и юриста, с 1879 по 1881 он возглавлял Северную Тихоокеанскую железную дорогу.

## География
Округ имеет общую площадь 2986 км², из которых 2981 км² приходится на сушу и 5 км² (0,17 %) — на воду.

## Демография
По данным переписи в 2000 году насчитывалось 888 человек, 366 домохозяйств и 255 семей, проживающих в округе. Плотность населения составляла 0,31 человек на квадратный километр. Расовый состав: 98,76 % белое население, 0,11 % коренные американцы, 0,11 % гавайцы, 0,11 % прочие расы и 0,90 % смешанные расы.
Распределение населения по возрасту: 24,9 % составляют люди до 18 лет, 4,5 % — от 18 до 24 лет, 26,6 % — от 25 до 44 лет, 28,0 % — от 45 до 64 лет, и 16,0 % — в возрасте 65 лет и старше. Средний возраст составляет 42 года. На каждые 100 женщин приходится 112,9 мужчин. На каждые 100 женщин в возрасте 18 лет и старше насчитывалось 112,4 мужчин.
Среднегодовой доход на домашнее хозяйство в городе составляет $ 32 667, а средний доход на семью составляет $ 35 750. Мужчины имеют средний доход $ 32 500, тогда как женщины $ 21 000. Доход на душу населения по округу составляет $ 16 186. Около 10,7 % семей и 12,8 % населения находятся ниже черты бедности, в том числе 11,0 % из них моложе 18 лет и 12,8 % в возрасте 65 лет и старше.

## Города
- Медора (англ. Medora)